# Roxy Music
Roxy Music var en engelsk art-rock gruppe, dannet af Bryan Ferry og Graham Simpson i efteråret 1970. Gruppen debuterede i 1972 med albummet 'Roxy Music', og har siden indspillet otte studiealbums. I 1983 efter indspilningen af albummet 'Avalon' gik gruppen i opløsning. Bryan Ferry startede en solokarriere, og Andy Mackay og Phil Manzanera indspillede både soloplader og plader som The Explorers. I 2001 besluttede 4 af medlemmerne af Roxy Music at gendanne bandet og tage på en turne, hvilket blandt andet førte dem til Danmark med en koncert i Valby Hallen. I 2005 optrådte gruppen ved Live 8 med nummeret 'Jealous Guy' gruppens eneste nummer 1 hit i England fra 1981, og samtidig har gruppen lade vide at man er i gang med at indspille et nyt album, det første siden 1982.

## Medlemmer
| Primært line-up - Bryan Ferry – vokal, keyboard, klaver (1970–1983, 2001–2011, 2019) - Andy Mackay – saxofon, obo (1970–1983, 2001–2011, 2019) - Paul Thompson – trommer (1971–1980, 2001–2011) - Phil Manzanera – leadguitar (1972–1983, 2001–2011, 2019) | Tidligere medlemmer - Brian Eno – synthesizer, "treatments" (1970–1973) - Graham Simpson – bas (1970–1972, død 2012) - David O'List – guitar (1970–1972,) - Roger Bunn – guitar (1971) - Dexter Lloyd – trommer (1971) - Rik Kenton – bas (1972) - John Porter – bas (1972-1973) - John Gustafson – bas (1973–1975) - Eddie Jobson – keyboard, synthesizers, elektrisk violin (1973–1976, 2019) - Sal Maida – bass (live performances only) (1973–1974) - John Wetton – bas (liveoptrædender og Your Application's Failed B-side studio) (1974–1975, død 2017) - Rick Wills – bas (kun liveoptrædender) (1975–1976) - Gary Tibbs – bas (1979-1980) - Dave Skinner – keyboard (1979-1983) - Paul Carrack – keyboard (1979-1982) - Alan Spenner – bas (1979-1983, død 1991) - Neil Hubbard – guitar (1980-1983) - Andy Newmark – trommer (1980-1983) - Steve Goulding – trommer (1982) |

Tidslinje

## Diskografi
- Roxy Music (1972)
- For Your Pleasure (1973)
- Stranded (1973)
- Country Life (1974)
- Siren (1975)
- Manifesto (1979)
- Flesh and Blood (1980)
- Avalon (1982)